# Jens Munk-Poulsen
Jens Munk-Poulsen (født 8. august 1860 i Sønder Vorupør, død 16. august 1921 samme sted), R., var lærer og folketingsmand, valgt for Venstre i Thistedkredsen fra 20. maj 1913 til 21. april 1920.
Jens Munk-Poulsen var søn af fisker Poul Jensen Munk (død 1904) og hustru Maren (født Christensen, død 1883). Han var den yngste i et fattigt hjem med otte børn, hvoraf de to var Marens børn fra et tidligere ægteskab. Familien havde ingen privatejet jord, men boede til leje i huset som såkaldt ”inderste”. Ifølge kreaturtællingen anno 1861 ejede familien hverken køer, ungkvæg, får eller grise. En Poul Jensen Munk er nævnt i kreaturtællingen, men denne person er ikke identisk med Jens Munk-Poulsens far.
Efter sin konfirmation kom Jens Munk-Poulsen straks ud og tjene hos en strandfoged i Agger, dels med at fiske, og dels med at holde opsyn på stranden dag og nat.
Efter to år måtte han tilbage til Vorupør og forsørge forældrene, efter at to af hans ældre brødre var døde.
Efter nogle års fiskeri, først på halv part, og siden på hel part, fik han en ung mand til at fiske for sig, så forældrene ikke mistede indtægten fra fiskeriet. Jens Munk-Poulsen har senere forklaret at der vågnede en længsel i ham efter noget mere, end den tarvelige almueundervisning havde givet ham. Indtil 1880 arbejdede han som fisker. 
Jens Munk-Poulsen tog læreruddannelse 1882-84 på Ranum Seminarium. Hans uddannelse blev bekostet af Vorupør-fiskerne i fællesskab (ifølge en anden version fik han gratis ophold på seminariet mod at give privat undervisning for nogle børn). I 1884 bestod han sin eksamen ved læreruddannelsen med førstekarakter. Fra 1885 aftjente han sin værnepligt som infanterist. Da han blev udtaget som befalingsmand, lånte han 50 kr. af fem fiskere, og fik stillet en anden mand i stedet.
Han var først lærer på Asdal Skole i nærheden af Hjørring og ved Holmen Skole ved Strandby. Ved Holmens Skole var han de første tre måneder af 1886, hvorefter der fulgte 1,5 år ved Rygård Strand på Djursland. Han blev indstillet som nummer et til en lærerstilling i Nidløse på Sjælland, men foretrak at vende hjem til Sønder Vorupør, hvor han fik ansættelse fra 1. januar 1888 ved det nyoprettede embede.
Han giftede sig i maj 1886 med Maren Pedersen. Hun var født 9. januar 1855 i Hvidbjerg vesten Å og datter af kromand Peder Pedersen i Stenbjerg.
Fra starten mødte Munk-Poulsen stor modstand fra bønderne i sognerådet Hundborg-Jannerup, pga. sin indremissionske fortolkning af kristendommen.
I de seks år der var gået siden Jens Munk-Poulsen forlod Vorupør, havde han ikke glemt lokalbefolkningens vilkår. Han skriver om dette i sin selvbiografi: Under mit ophold på seminariet havde jeg ofte tænkt på den behandling, der blev fiskerne til del fra såvel landboernes som fiskehandlernes side, og jeg lovede mig selv og min Gud, at dersom der måtte forundes mig lejlighed dertil, ville jeg ofre mine kræfter og bruge mine evner til at ophjælpe denne så forsømte stand. Jeg forstod dem og følte med dem, thi jeg var jo selv en af deres egne. Imens han var væk fra Vorupør sendte han stadig breve og andet til byen, hvori han søgte at påvirke fiskerne kristeligt. Indre Mission begyndte for alvor at få fat i Vorupørfiskerne, bl.a. i kraft af Munk-Poulsens arbejde udefra.
Jens Munk-Poulsen blev medlem af Hundborg-Jannerup Sogneråd. I 1901 stillede han op til folketingsvalget for Højre, men da partiet havde to kandidater i Thistedkredsen, blev ingen valgt. Ved folketingsvalget 1913 blev han valgt ind for Venstre. Som folketingsmedlem sad han i fiskeriudvalget og var fortaler for anlægget af Hanstholm Havn.
I 1887 stiftede han sammen med ni andre fiskere Fiskercompagniet. Jens Munk-Poulsen blev den ledende figur i Fiskercompagniet og for byen som helhed. Han tog initiativ til byggeriet af Vorupør mole og Vorupør fyr i 1892 (de blev dog først bevilget senere og bygget 1904-11) og til Danmarks første motorredningsbåd i 1902. Fra 1889 blev han bestyrelsesmedlem i De Samvirkende Jyske Fiskeriforretninger, fra 1900 i hovedbestyrelsen for Dansk Fiskeriforening, og fra 1904 blev han hovedforeningens konsulent i Jylland. Han var medlem af bestyrelsen for Nørre Nissum Seminarium og højskole.
Jens Munk-Poulsen modtog 6. august 1908 Dannebrogsmændenes Hæderstegn af Kong Frederik VIII på dennes Jyllandsrejse, hvor kongen blandt andet besøgte byggeriet af Vorupør Mole. Efter anmodning fra Ordenskapitlet skrev han en kortfattet selvbiografi.
I denne selvbiografi fortæller Jens Munk-Poulsen bl.a. at faderen tidligt blev svagelig, så moderen, to ældre brødre og han selv måtte tage sig af familiens indtjening ved at gå fra hus til hus inde i landet og sælge fisk.
Jens Munk-Poulsens indignation i barndommen og ungdommen over forskelsbehandlingen af fiskerne, blev en væsentlig del af drivkraften bag hans senere arbejde som igangsætter og foregangsmand indenfor fiskeriet.
Jens Munk-Poulsen fortæller videre at der i de tider var: så stor forskel på landboere og kystboere, at vi blev set på med stor ringeagt, og vi måtte derfor altid være belavet på at blive gjort grin med, når vi falbød vor vare omkring i gårdene. Dette smertede mig dybt allerede som barn, men denne ringeagt, som man følte for kystboerne havde vel for en del sin grund i, at fiskerne i mange stykker levede et meget fattigt og for fleres vedkommende dårligt liv i svir og drik, og som følge heraf måtte de, så snart fiskeriet slog fejl, enten ty til fattigvæsenet eller også gå på landet og betle. En ”havbo”, som man kaldte os – med en fiskekurv på ryggen – var i manges øjne kun anledning til grin og latter.
Jens Munk-Poulsen blev under en møderejse i 1917 ramt af en hjerneblødning. Følgerne af hjerneblødningen kom han sig aldrig helt over.
Jens Munk-Poulsen døde den 16. august 1921, 61 år gammel, imens hustruen Maren Munk-Poulsen døde den 28. september 1935. Begge ligger begravet på den gamle kirkegård udenfor Nørre Vorupør, hvor deres gravsted stadig er at finde.
En af hans sønner var Poul Munk Poulsen, som blev borgmester i Herning.